# Cours de Vincennes
Der Cours de Vincennes ist eine Straße in Paris, die den Place de la Nation mit der Porte de Vincennes verbindet. Er liegt auf der Grenze zwischen dem 12. und dem 20. Arrondissement.

## Lage
Der Cours de Vincennes ist eine wichtige Verkehrsader und Einkaufsmeile zwischen den Vierteln Quartier du Bel-Air und Quartier de Charonne.
Die Straße ist so breit, dass hier in der Mitte eine vierspurige Fahrbahn Platz hat. An den Seiten gibt es Fußgängerwege bzw. Straßenbahnen und an der Häuserfront noch einmal einspurige Versorgungsstraßen. Diese verlängern sich am Ende nach Süden (Boulevard Soult) und Norden (Boulevard Davout).

## Namensursprung
Da die Straße nach Vincennes führt, hat sie auch diesen Namen.

## Geschichte
Vor 1860 begann hier die Route nationale 34 unter dem Namen «Avenue de Vincennes».

## Sehenswürdigkeiten
- Am südlichen Beginn der Straße erinnern zwei Säulen daran, dass hier eine Pariser Zollstation (Barrière du Trône) bestand.
- Nr. 21–25: Eine Filiale des Kaufhauses Printemps, Printemps-Nation[3].
- Nr. 29: Eine Fassade aus Kacheln, Art déco[4]
- Nr. 75: Lycée Hélène-Boucher
- Nr. 89: Lycée Maurice-Ravel
- Nr. 101: Gare de l’avenue de Vincennes, ein ehemaliger Bahnhof der Kleinen Ringbahn. Eine Eisenbahnbrücke besteht heute noch.

Einige Eindrücke
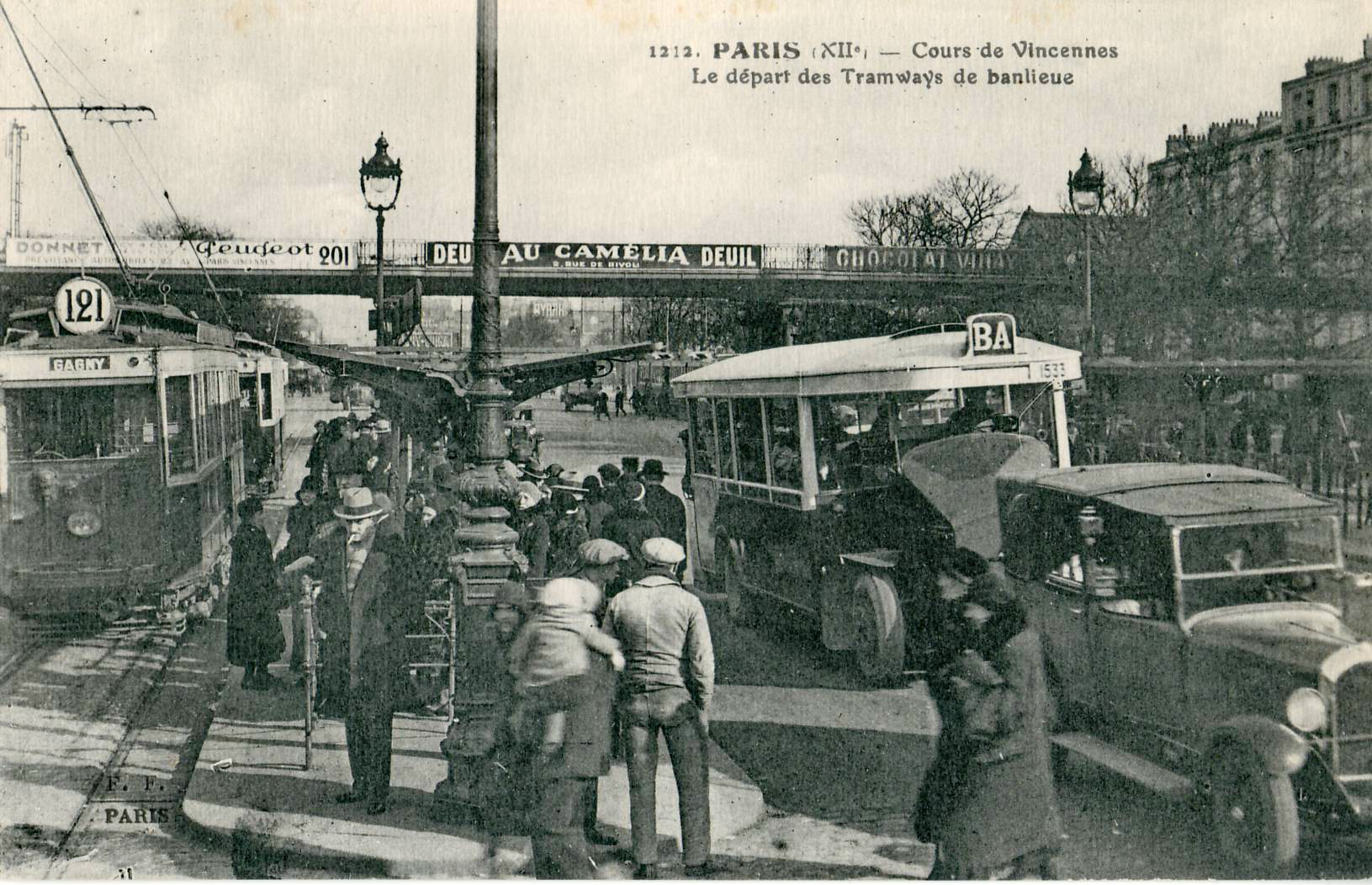
Der Cours de Vincennes zwischen 1921 und 1931, mit der Tram 121 der STCRP und einem Bus BA der Linie Fontenay – Rue Taitbout
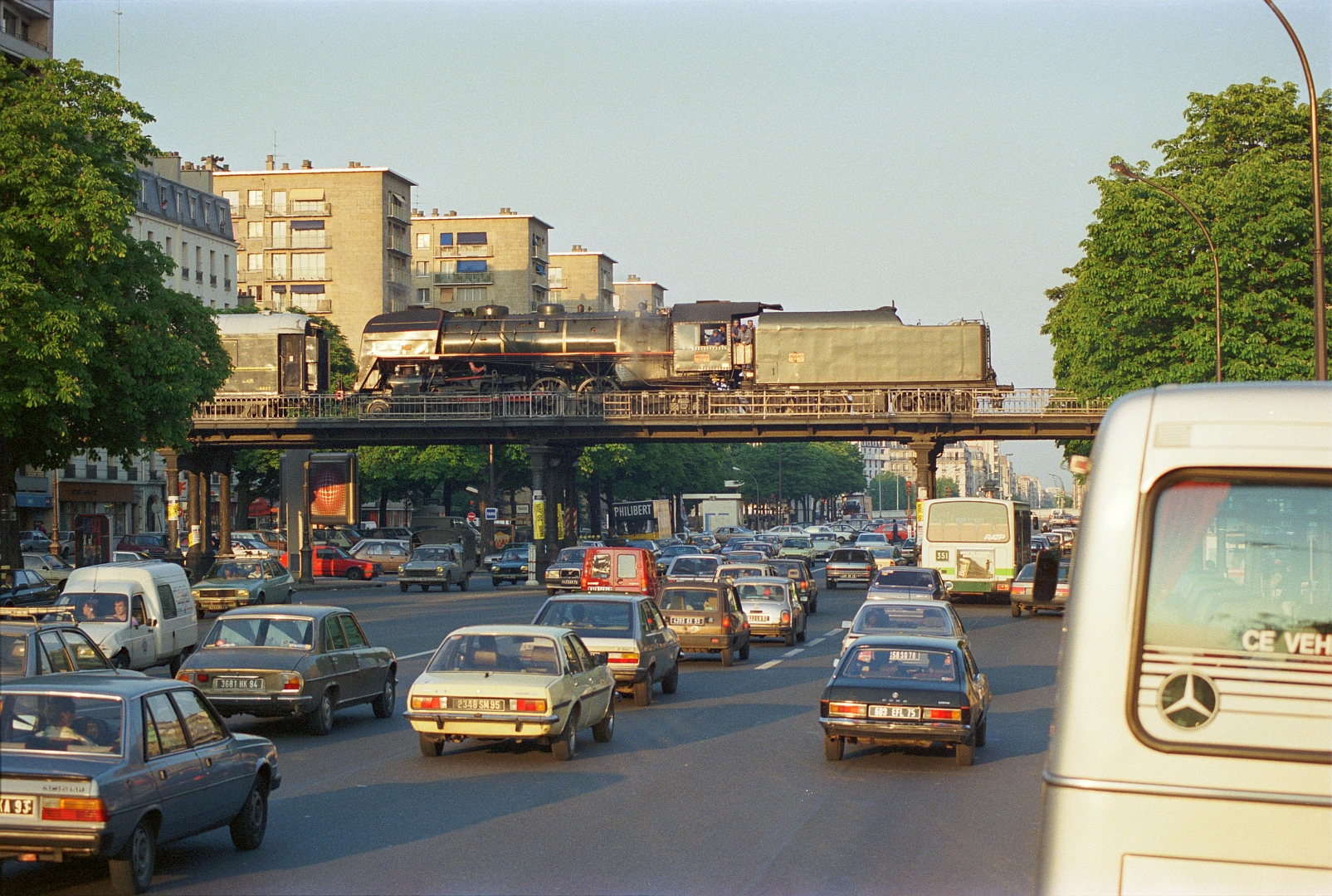
Die Brücke der Kleinen Ringbahn (1987).
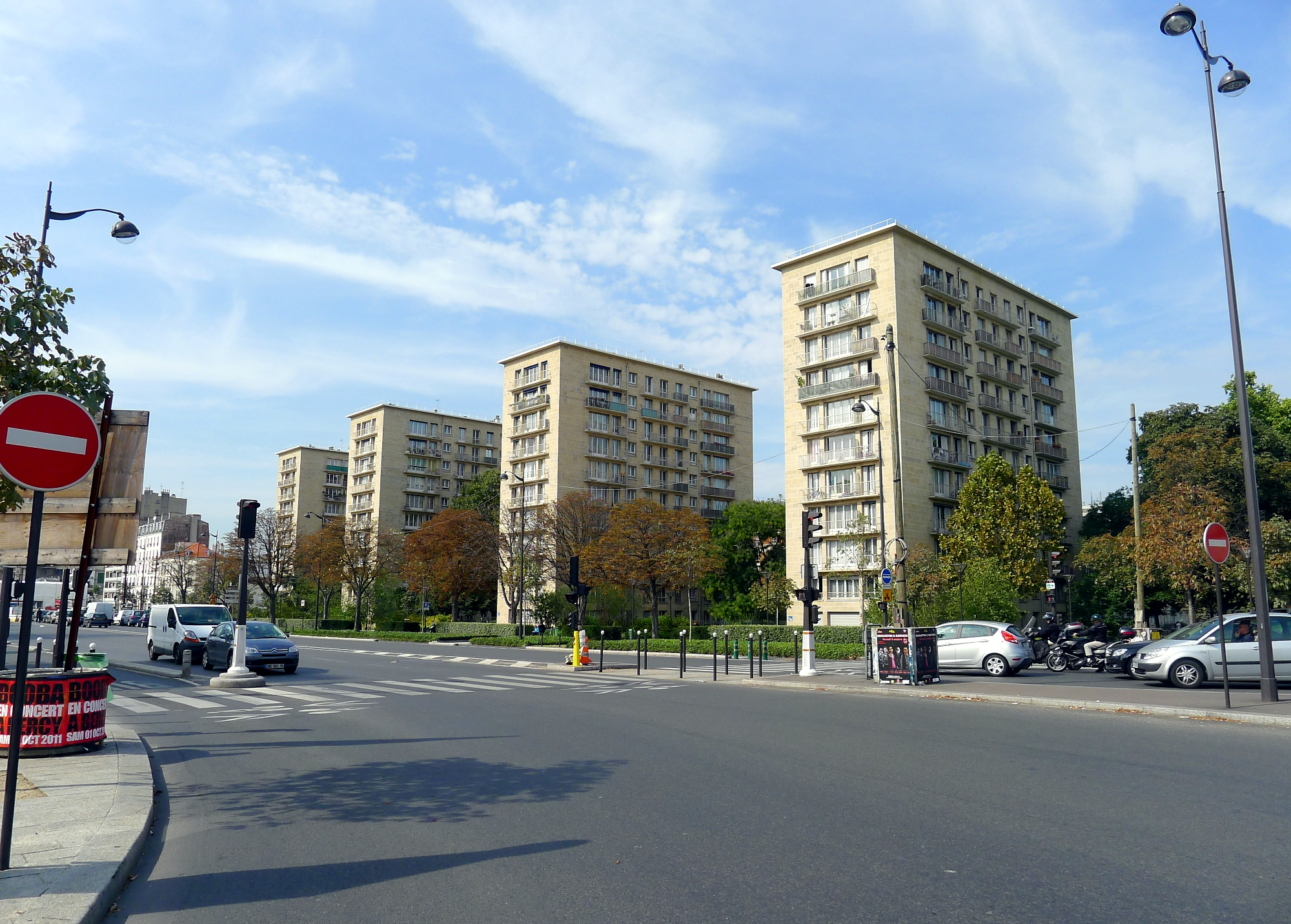
Der Cours in der Nähe der Porte de Vincennes (2011).
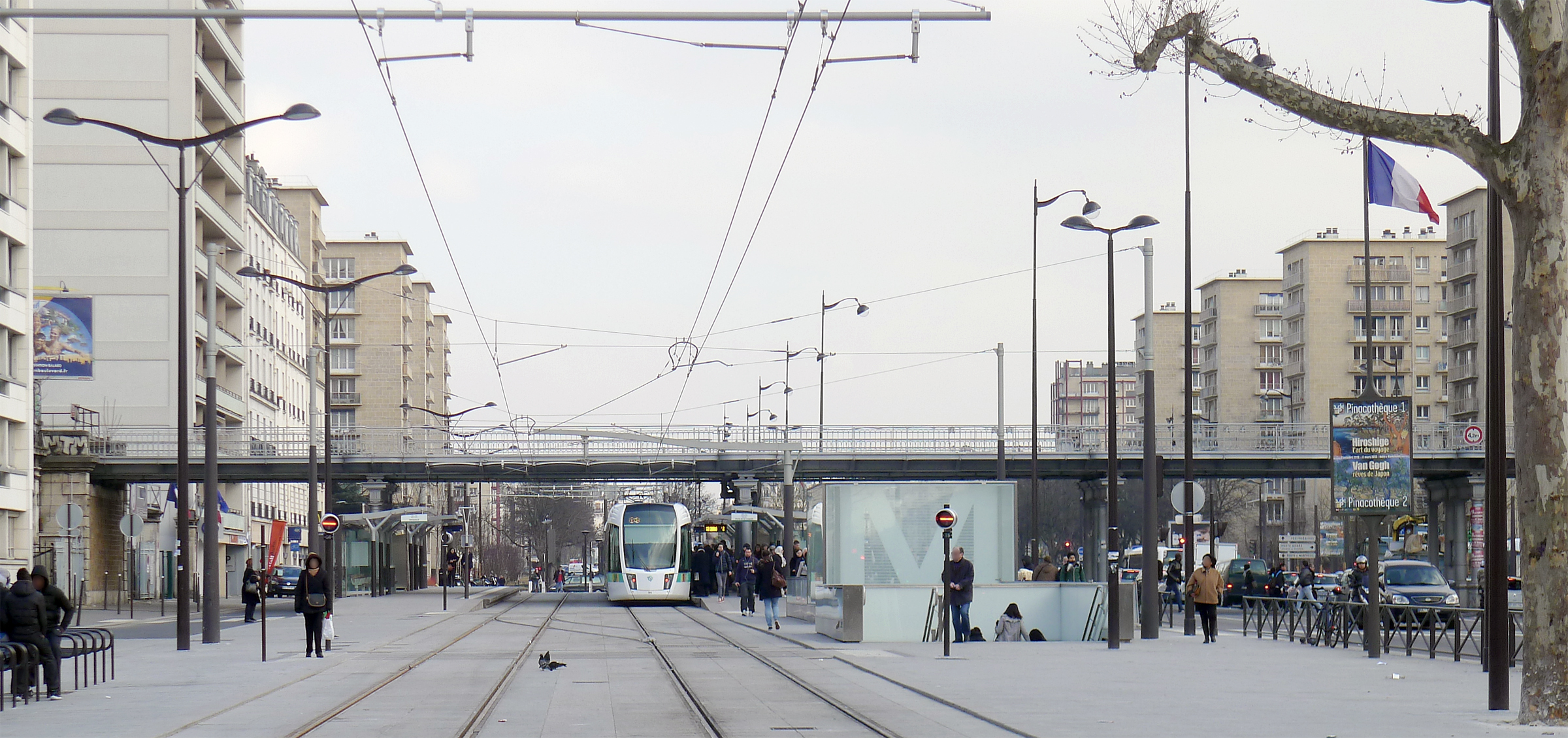
Endstation der Linie T3 am Cours de Vincennes im Februar 2013
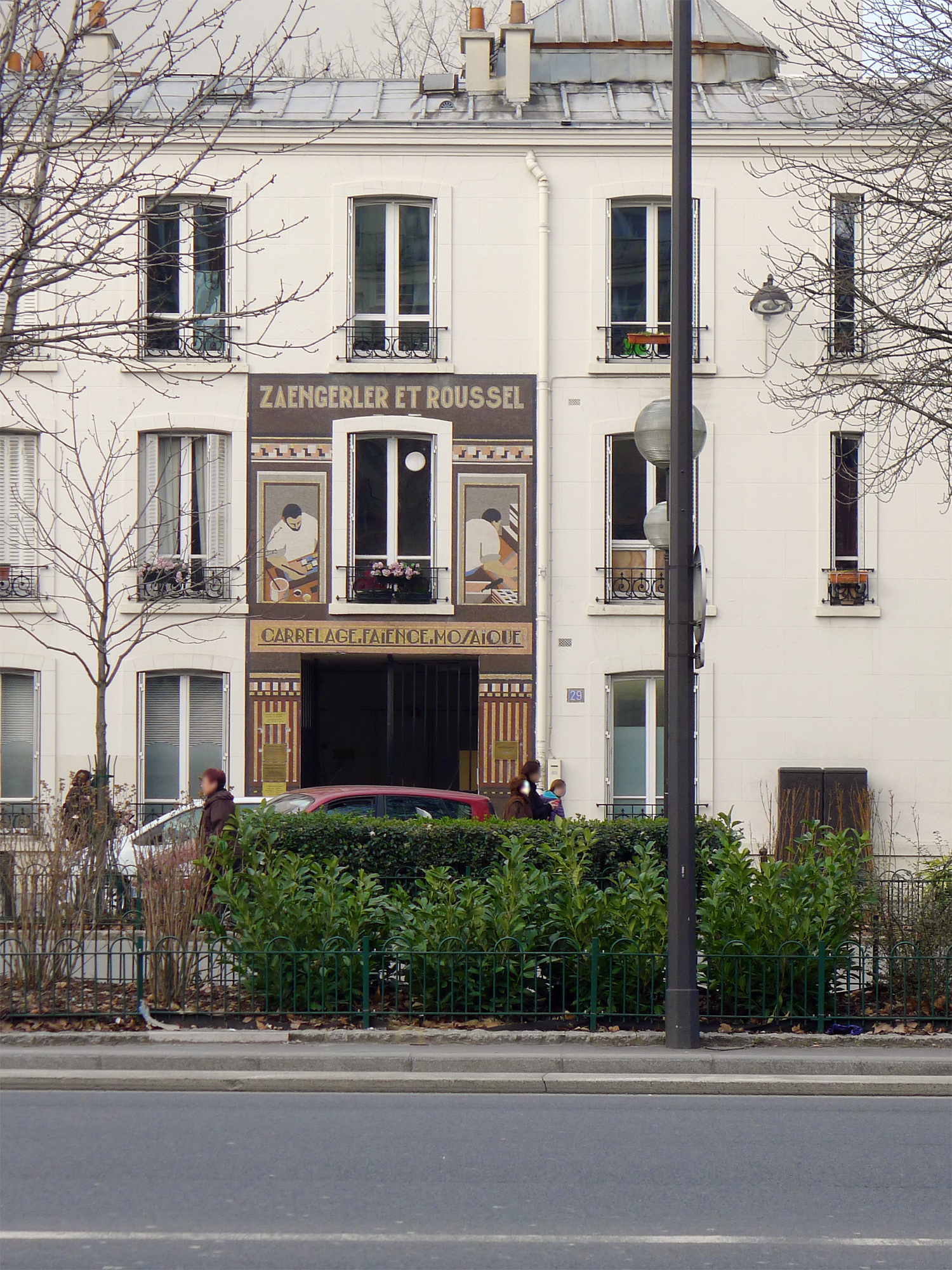
Der Cours bei der Nr. 29
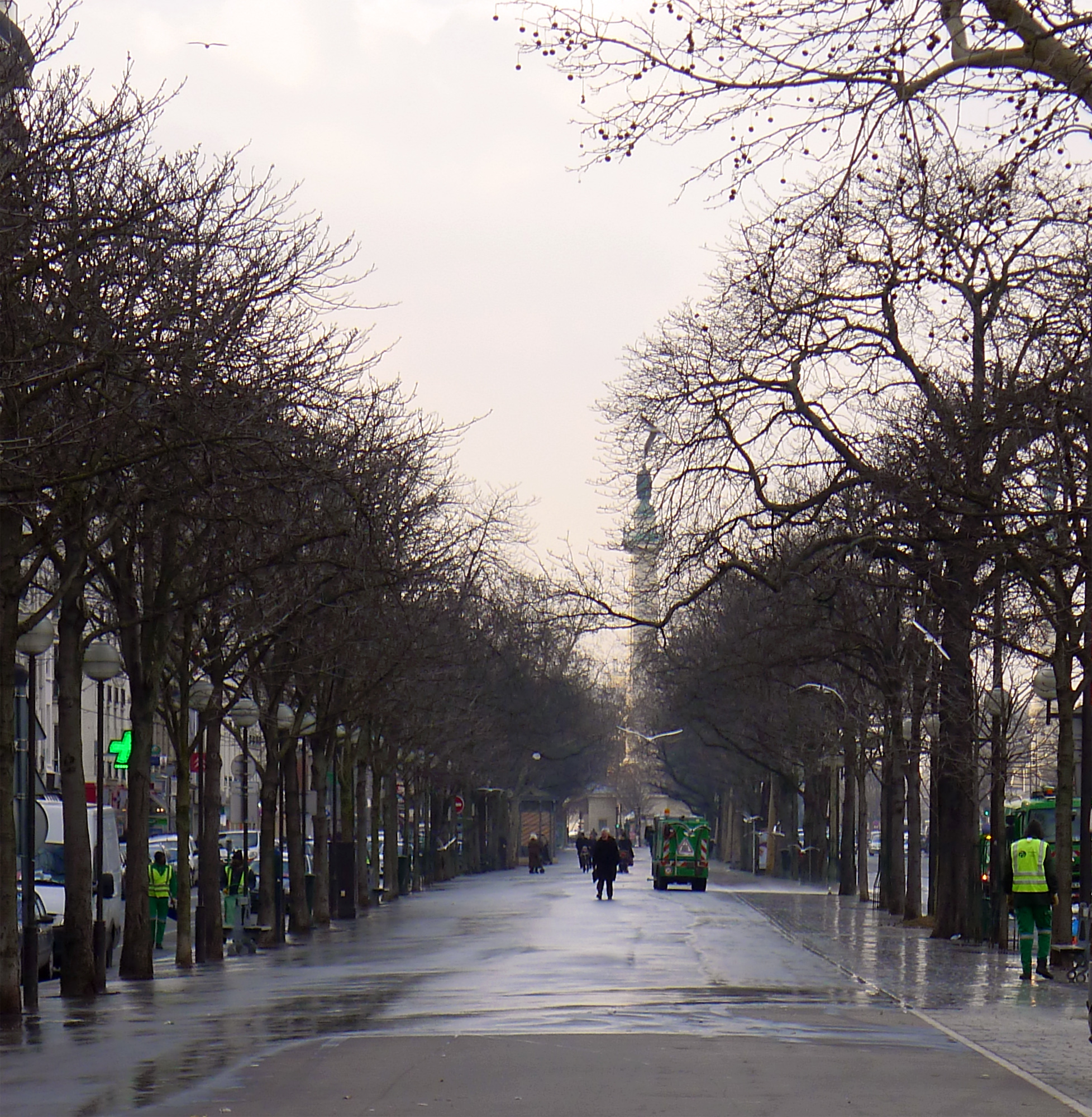
Alleebäume in Richtung Barrière du Trône